# Raggmyskgräs
Raggmyskgräs (Hierochloë hirta) är en gräsart som först beskrevs av Franz von Paula Schrank, och fick sitt nu gällande namn av Vincze von Borbás. Raggmyskgräs ingår i släktet myskgräs, och familjen gräs. Arten är reproducerande i Sverige.